# Gonzalo Escalante
Gonzalo Escalante (* 27. März 1993 in Bella Vista) ist ein argentinisch-italienischer Fußballspieler. Der Mittelfeldspieler steht beim italienischen Erstligisten Lazio Rom unter Vertrag und ist momentan an den FC Cádiz verliehen.

## Karriere
Escalante begann seine Karriere bei den Boca Juniors. 2014 wechselte er nach Italien zum Zweitligisten Catania Calcio, mit dem er 2015 in die dritte Liga zwangsabstieg. Im Sommer 2015 wechselte er nach Spanien zum Erstligisten SD Eibar. Zur Saison 2020/21 wurde er von Lazio Rom verpflichtet und von dort anderthalb Jahre später an Deportivo Alavés nach Spanien verliehen. Im Anschluss folgte eine weitere Leihe – an den Aufsteiger US Cremonese.